# 2024年奥地利议会选举
2024年奧地利議會選舉在2024年9月29日舉行，選出第28屆國民議會。
大选结果显示，极右翼奥地利自由党首次赢得國民議會的最多席位，是二戰後奧地利首次由極右派政黨贏得議會選舉。執政黨奧地利人民黨大減20席，其執政夥伴綠黨也失掉十席。中間偏左的社民黨雖然席位增加一席，但其得票率僅21.1%位居第三，是該黨歷年最差。NEOS—新奧地利和自由論壇較上次稍微成長，增加3席至18席。沒有其他政黨順利跨過4%選舉門檻。

## 背景
2019年的伊比薩事件導致賽巴斯丁·庫爾茨領導的人民黨—自由黨執政聯盟垮台。該聯盟因不信任動議下台，由無黨派臨時內閣取代。 人民黨在隨後的2019年議會選舉贏得勝利，拿下37.5%的選票，而自由黨大幅滑落至16%，是該黨2006年後的最差紀錄。拿下21%的反對黨社民黨也創下近百年以來新低。2017年無緣國會的綠黨重返議會，並以14%得票率創下該黨最佳成績。NEOS成長至8%。
人民黨首次與綠黨在聯邦層級組成執政聯盟。新政府在2020年1月上任，庫爾茨再次就任總理。
自由黨黨魁諾貝特·霍弗在2021年6月辭職，由議會黨團領袖赫伯特·基克爾接替。他也是造成人民黨—自由黨執政聯盟垮台的人物之一。
2021年10月6日，中央腐敗和經濟事務檢察署（WKStA）搜查聯邦總理府與人民黨總部。這是針對總理庫爾茨及其「核心圈」進行腐敗調查的一部分。檢察官指控庫爾茲在2016年向新聞媒體行賄，以發布對自己有利的報導和民意調查，其目的是削弱當時的人民黨領導人赖因霍尔德·米特莱纳以便取而代之。 綠黨表示，如果庫爾茲不辭去總理職務，他們將支持不信任動議。庫爾茲隨後在10月9日辭職，由外交部長亞歷山大·沙倫貝格接任。然而，庫爾茲很快地被選為人民黨議會領袖，意即他仍是「事實上」的政府領袖。
12月2日，庫爾茲以成為父親後希望專注於家庭為由，宣布辭去所有職務並退出政壇。隨後，沙倫貝格宣布，一旦人民黨選出新領導人，他將辭去總理職務，支持新領導人。 12月3日，人民黨聯邦委員會一致任命內政部長卡爾·內哈默為人民黨領導人，並提名為總理。 他在12月6日宣誓就職。
自2019年以來，許多新舊小黨，例如HC施特拉赫團隊—奧地利聯盟、MFG奧地利－人民自由基本權利、啤酒黨和奧地利共產黨，在2020年維也納選舉、2021年上奧地利邦選舉、2022年奧地利總統選舉、2023年薩爾斯堡邦選舉以及各種地方選舉獲得相當大的支持，讓他們成功贏得席次。
在發生一系列涉及人民黨的腐敗醜聞和不斷上升的通貨膨脹後，執政黨在隨後的提洛邦、下奧地利邦、卡林西亞邦和薩爾斯堡邦4次邦選舉失去相當大的支持。
在內哈默的領導下，奧地利政府於2022年推動價值60億歐元的措施，試圖緩解生活成本上漲對家庭的打擊。
2022年12月8日，內哈默阻止羅馬尼亞和保加利亞進入申根區。他希望歐盟能在外部邊境實施嚴格的邊境管制，限制非法移民後，才允許兩國加入申根區。
2023年6月3日，經過多年的內部衝突，反對黨社民黨選出了新黨魁。在具有約束力的黨代表大會之前，漢斯·彼德·多斯科齊爾僅以簡單多數票贏得了不具約束力的黨員投票，這讓第二名安德烈亞斯·巴布勒有機會在黨代表大會上發起挑戰。2023年5月23日，在黨員投票位居第三的時任黨魁帕梅拉·倫迪-瓦格納宣布放棄競選連任。2023年5月25日，倫迪-瓦格納宣布將在6月底退出政壇。2023年6月3日，漢斯·彼德·多斯科齊爾以53%得票率當選黨魁，然而，社民黨在兩天後宣布統計錯誤，巴布勒才是實際獲勝者。
2023年11月11日，社民黨新任黨魁安德烈亞斯·巴布勒在格拉茨舉行的黨代表大會上獲得89%的票數確認。
2024年1月18日，多明尼克·沃拉茲尼（又名Marco Pogo）宣布代表啤酒黨參選。

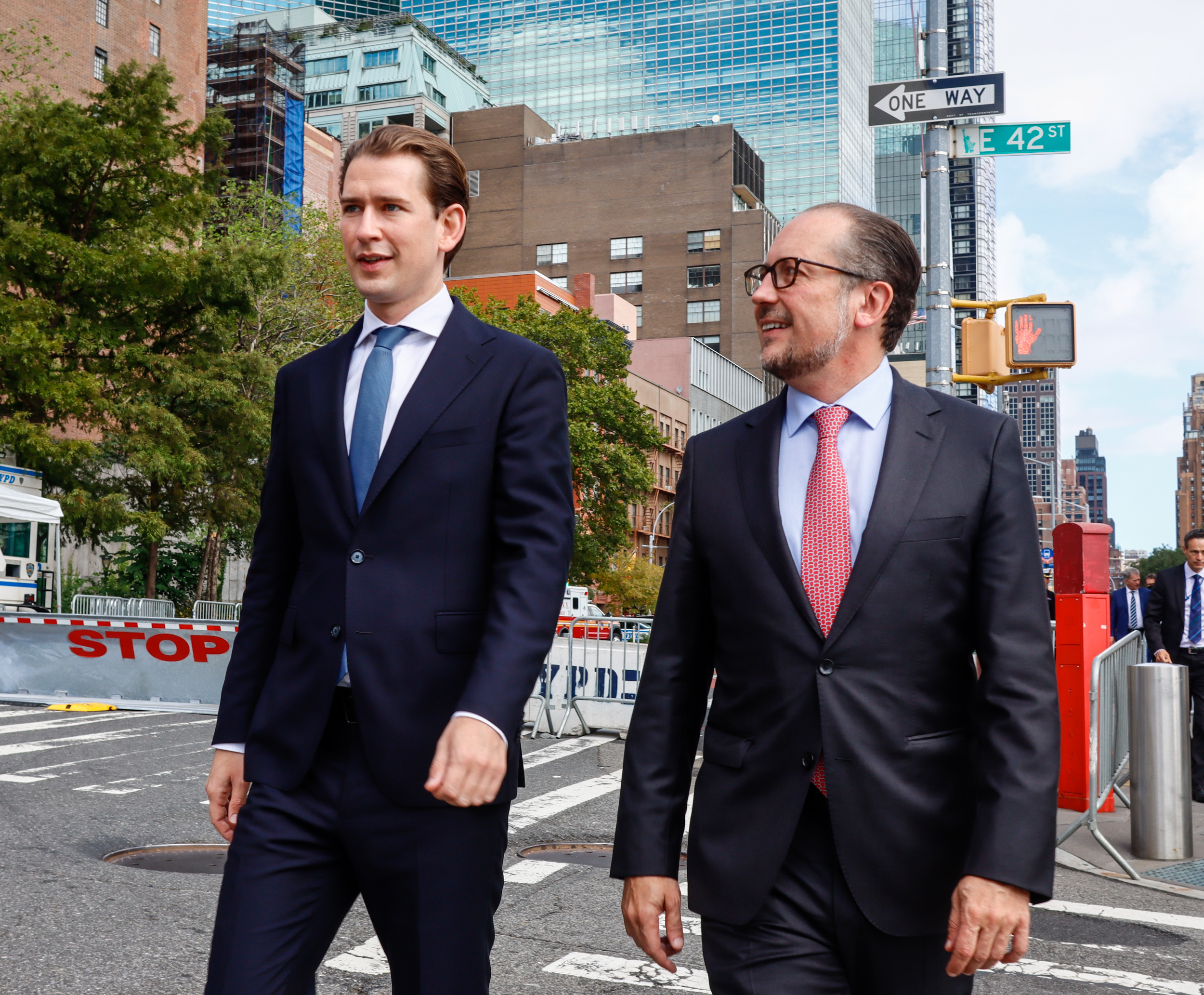
塞巴斯蒂安·库尔茨與亞歷山大·沙倫貝格（2021）
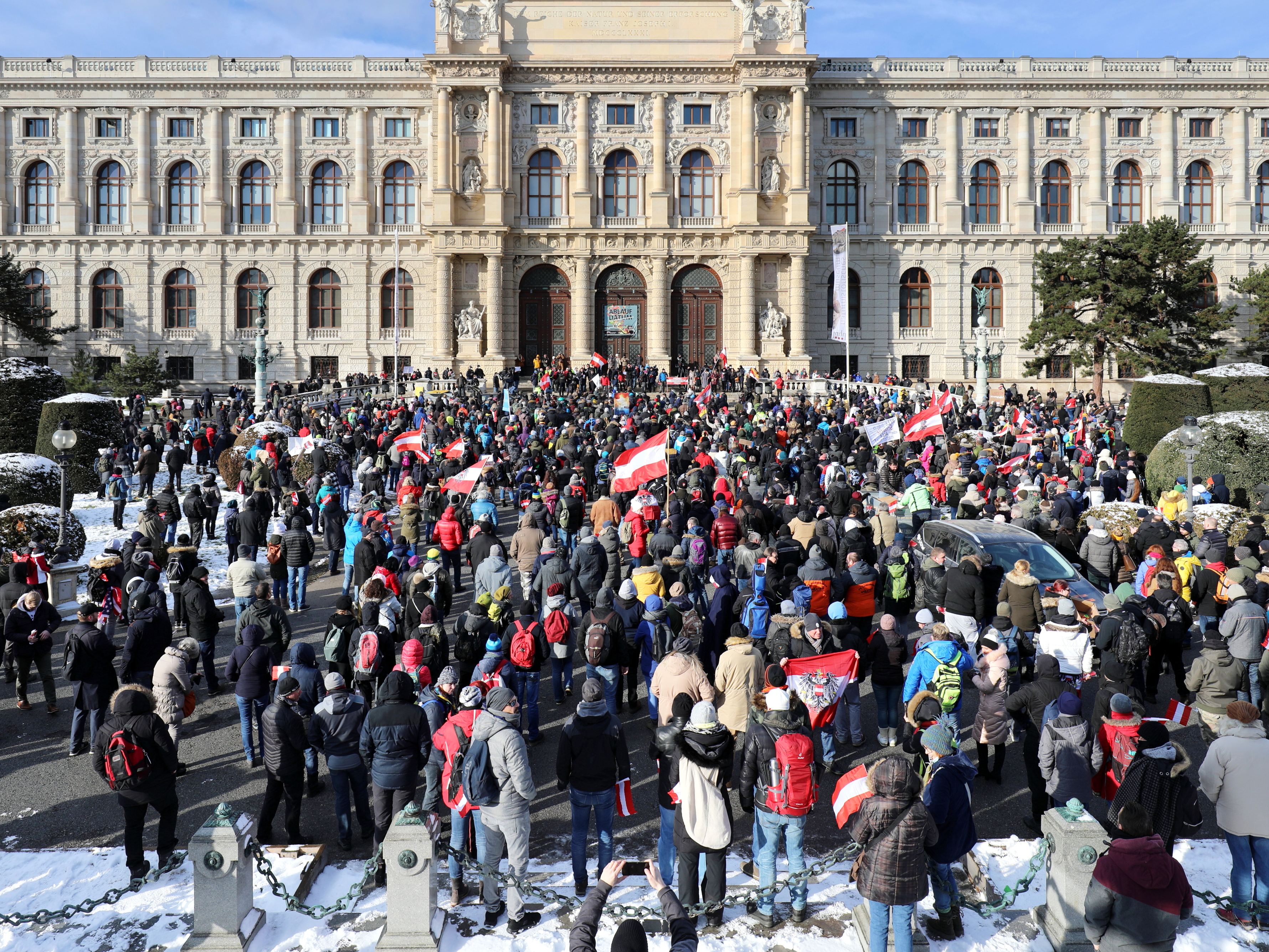
維也納民眾抗議COVID19限制措施（2021）
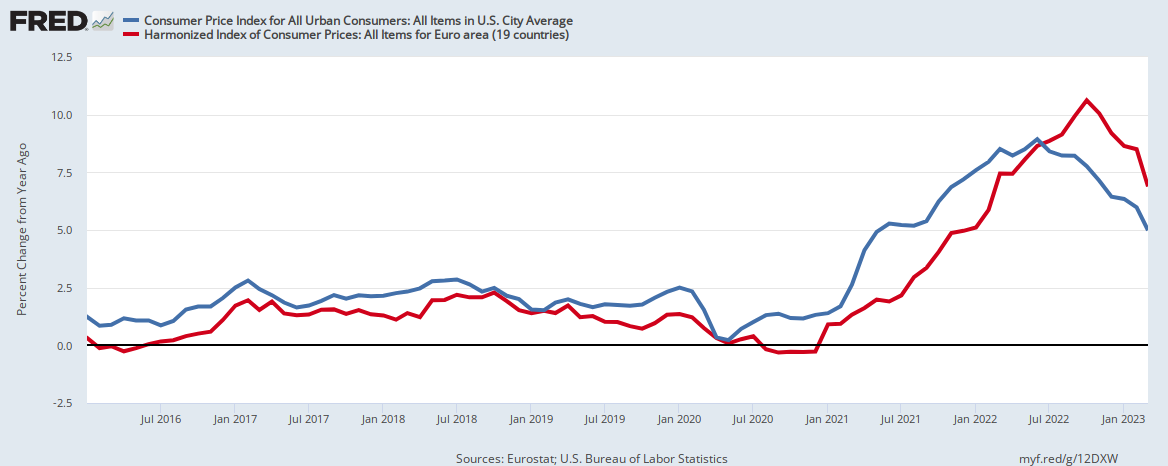
歐元區（紅）與美國（藍）通膨比較（2016–2023）
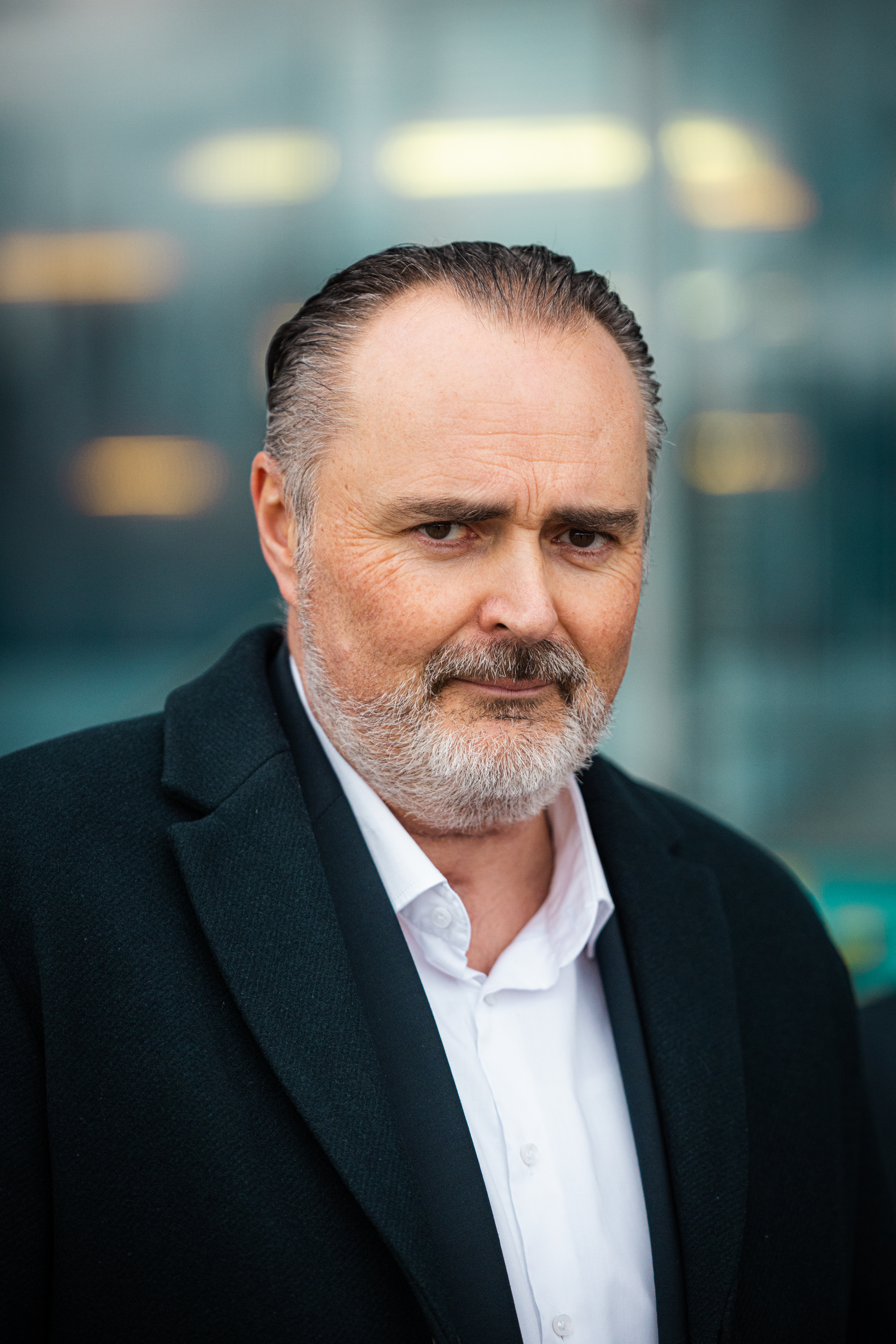
漢斯·彼德·多斯科齊爾（英语：Hans Peter Doskozil）（2023）
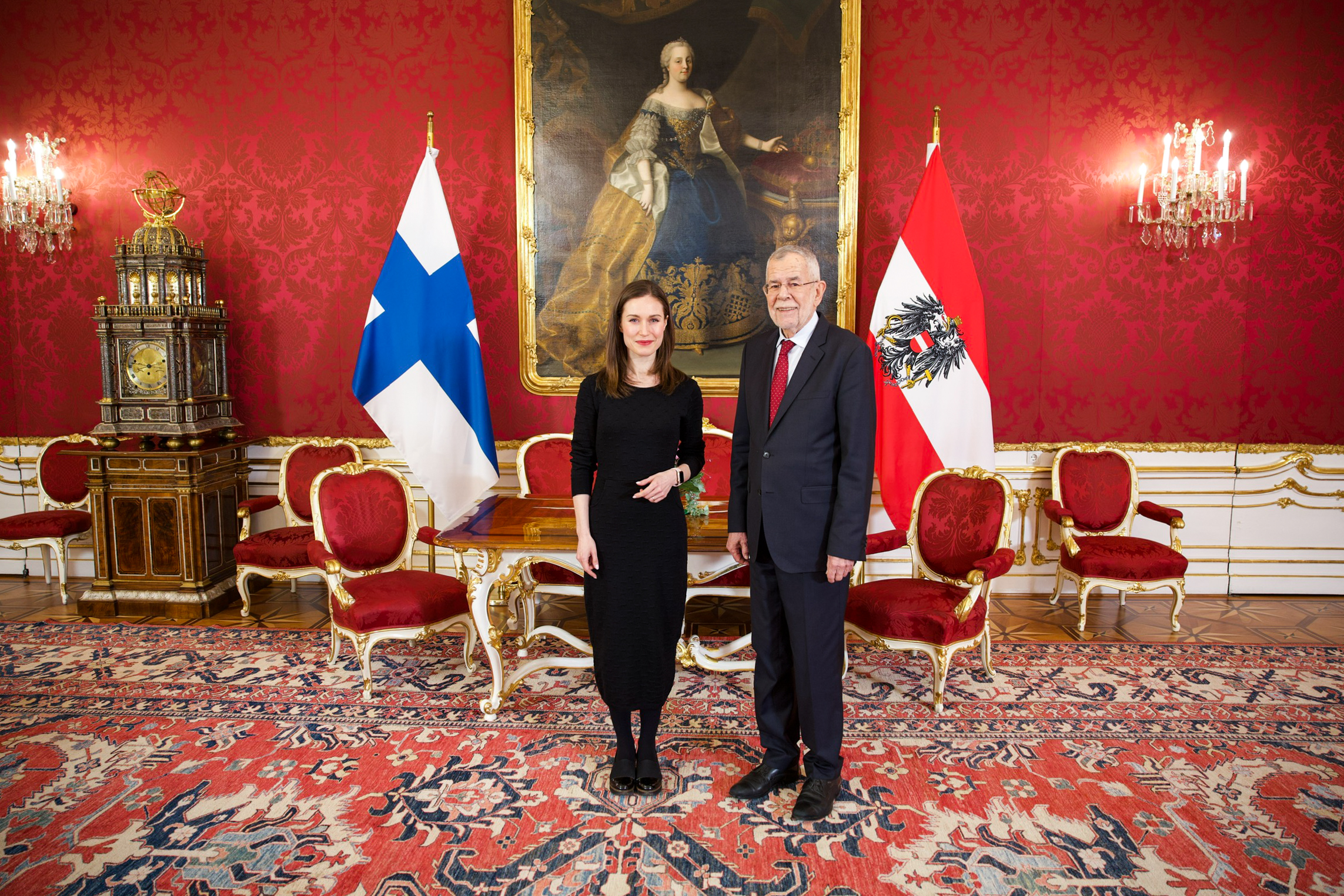
奧地利總統亞歷山大·范德貝倫與芬蘭總理桑娜·馬林（2023）

### 日期
選舉必須在現任第27屆國會在2024年10月23日結束5年任期之前舉行。通常，選舉會比該日期提前幾週舉行，以便發布官方認證的選舉結果。
由於政府支持率低，媒體猜測將在2024年春季提前選舉，但人民黨—綠黨政府一再表示希望能完成任期，選舉將於2024年9月舉行。
2024年6月28日，聯邦政府正式宣布選舉日期為2024年9月29日。 投票站將從07:00開放至17:00。

## 选举制度

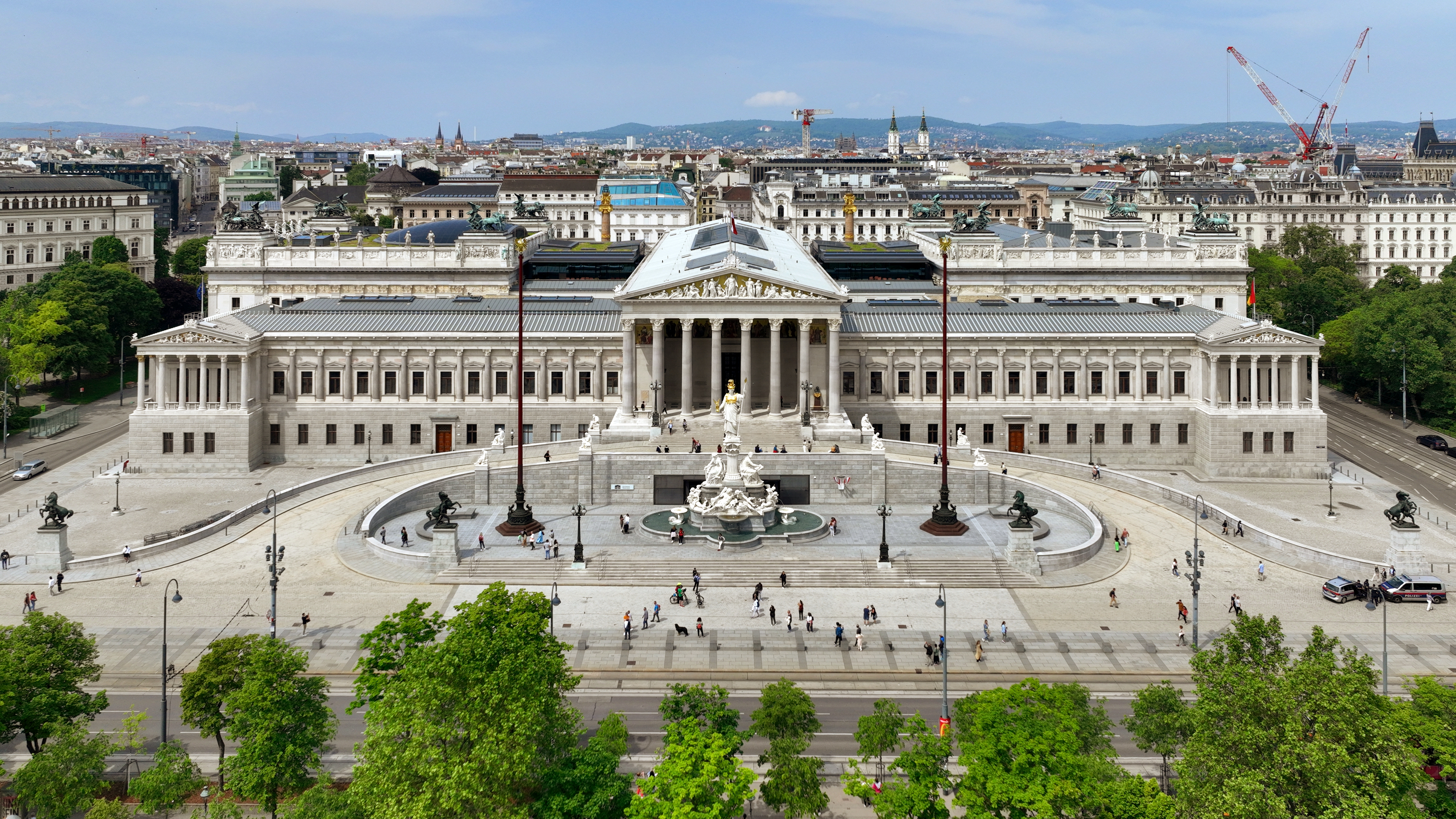
2023年的奥地利议会

國民議會的全部183个席位采用開放名單比例代表制，由三级选区（联邦，各州和39个地方选区）产生，参选政党需赢得至少一个地方选区或全国得票数超过4%的选举门槛，才能分配席位。
根據聯邦內政部的最終數據，本次選舉共有6,346,059人有資格投票。2019年的數字為6,396,812人。這意味著符合資格的選民人數減少了50,753人。奧地利公民的數量長年來持續下降，主要原因是出生赤字和向國外移民的負差。經過持續的修正後，合格選民的最終人數於2024年9月27日公佈。
奧地利選舉當局在選前共發出了1,436,240張不在籍選票，遠高於2019年大選前的1,070,933人，創下新紀錄。本次約有23%的合格選民要求進行不在籍投票，而 2019年的比例為17%。預計本次選舉中約有四分之一的投票數是不在籍投票。

## 參選政黨
任何參加選舉的政黨都必須在2024年8月1日下午五點前向內政部提交參選聲明、候選人名單、435歐元的申請費以及奧地利國民議會三名議員的簽名或合格奧地利選民的足夠請願書簽名連署。要在所有九個州參選，需要2,600人簽名連署，各州則分別需要100到500人簽名連署。僅在某些州競選的政黨只需達到該州的連署門檻。
第27屆國民議會政黨列表：
| 政黨 | 政黨                                                                   | 縮寫  | 意識形態       | 領導人               | 2019年選舉結果 | 2019年選舉結果 | 狀態     |
| 政黨 | 政黨                                                                   | 縮寫  | 意識形態       | 領導人               | 得票率 (%)     | 席次           | 狀態     |
| ---- | ---------------------------------------------------------------------- | ----- | -------------- | -------------------- | -------------- | -------------- | -------- |
|      | 奧地利人民黨 Österreichische Volkspartei                               | ÖVP   | 基督教民主主義 | 卡爾·內哈默          | 37.5%          | 71 / 183       | 執政聯盟 |
|      | 奧地利社會民主黨 Sozialdemokratische Partei Österreichs                | SPÖ   | 社會民主主義   | 安德烈亞斯·巴布勒    | 21.2%          | 40 / 183       | 在野     |
|      | 奧地利自由黨 Freiheitliche Partei Österreichs                          | FPÖ   | 右派民粹主義   | 赫伯特·基克爾        | 16.2%          | 31 / 183       | 在野     |
|      | 綠黨—綠色替代 Die Grünen – Die Grüne Alternative                       | Grüne | 綠色政治       | 維爾納·科格勒        | 13.9%          | 26 / 183       | 執政聯盟 |
|      | NEOS—新奧地利和自由論壇 NEOS – Das Neue Österreich und Liberales Forum | NEOS  | 自由主義       | 贝亚特·迈因尔-赖辛格 | 8.1%           | 15 / 183       | 在野     |

已在全國層級取得足夠連署的非議會政黨：
- 奧地利共產黨（Kommunistische Partei Österreichs, KPÖ）
- 啤酒黨（英语：The BIER party）
- 马德莱娜·彼得罗维奇名单（英语：Madeleine Petrovic List）
- 以上皆非（Keine von denen, KEINE）（變革黨（Der Wandel）以「以上皆非」的名義參選）

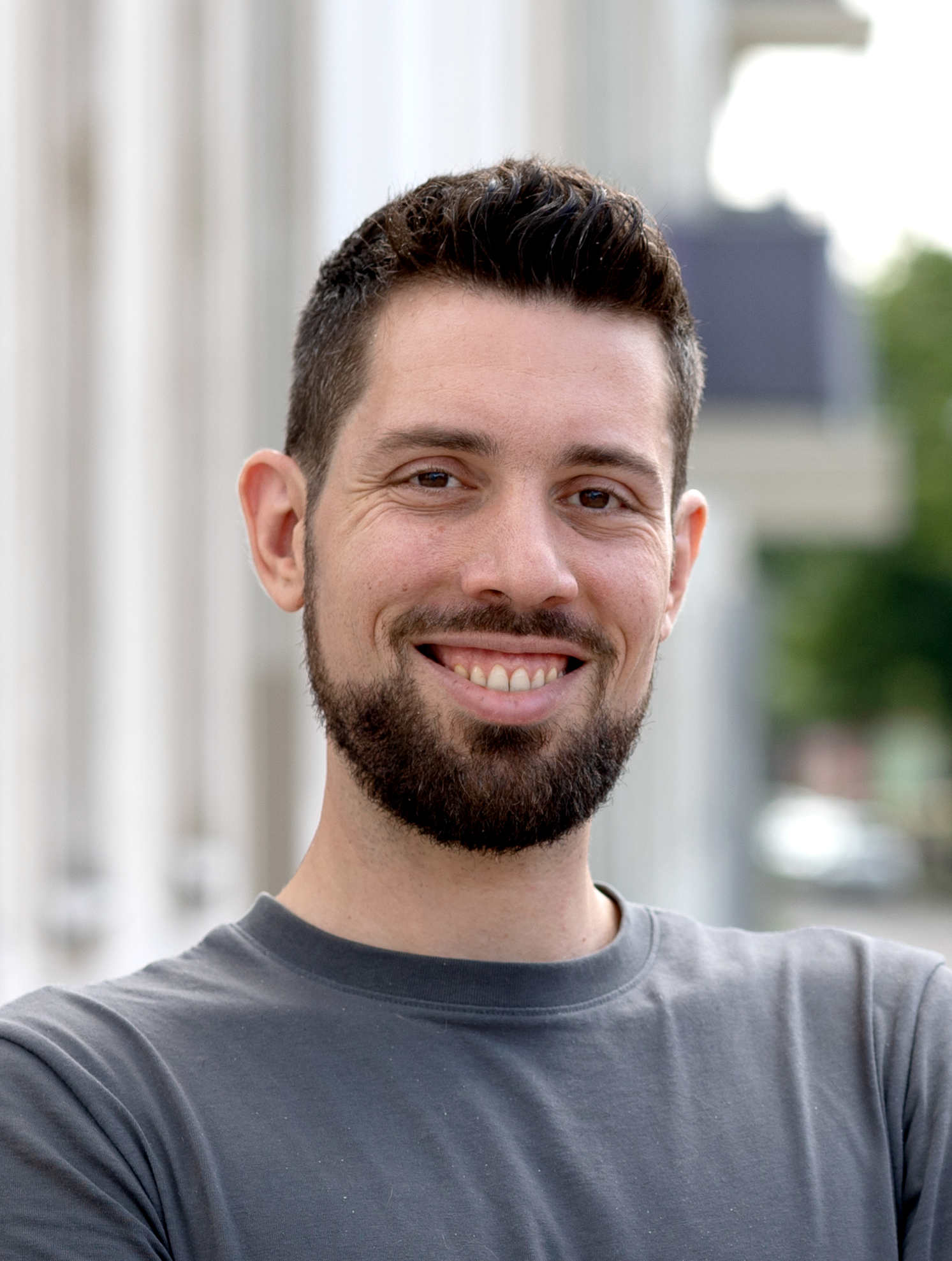
奧地利共產黨候選人
托比亚斯·施魏格尔（德语：Tobias Schweiger）
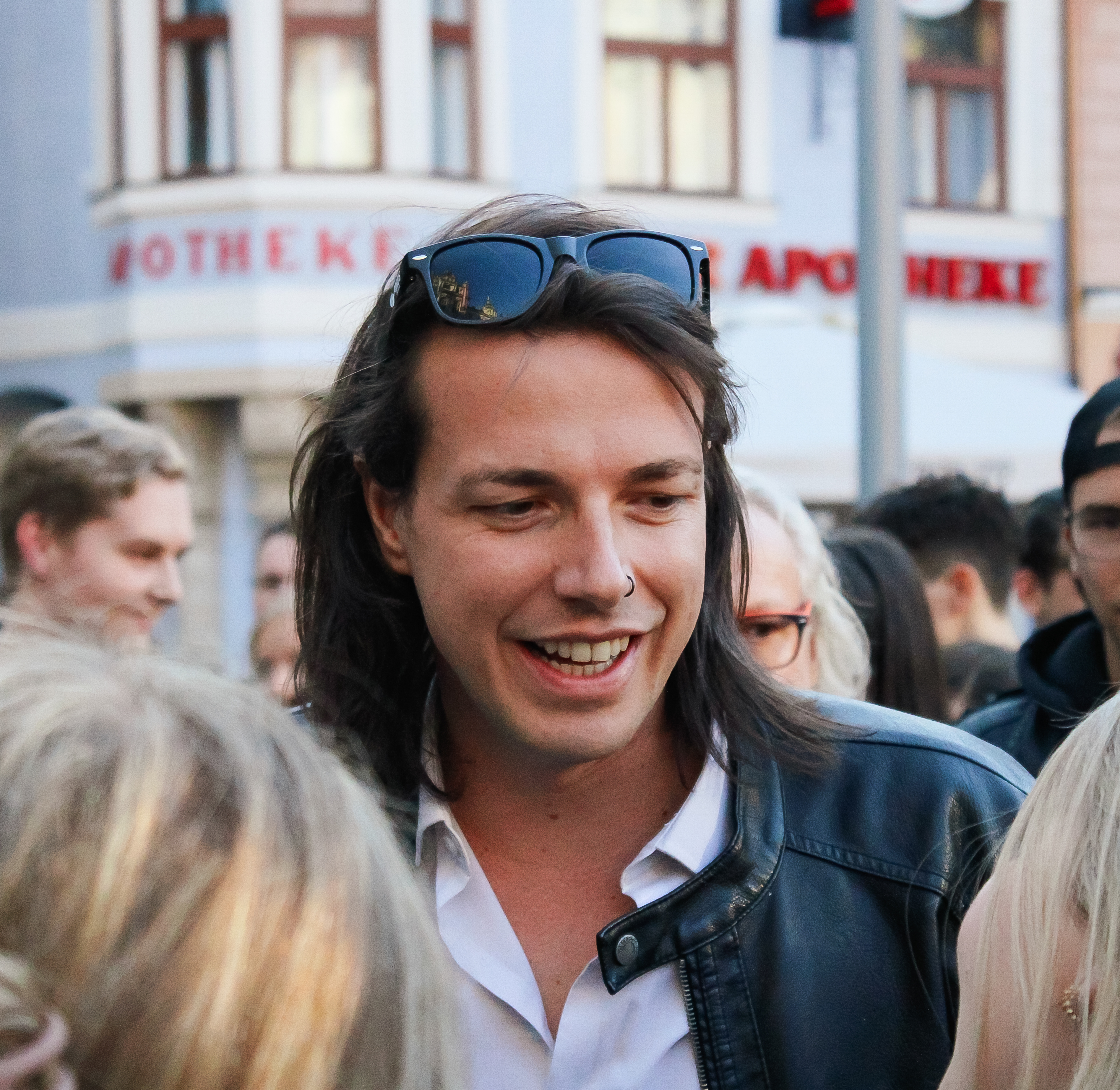
啤酒黨頭號候選人 多米尼克·弗瓦茲內 （又名Marco Pogo）
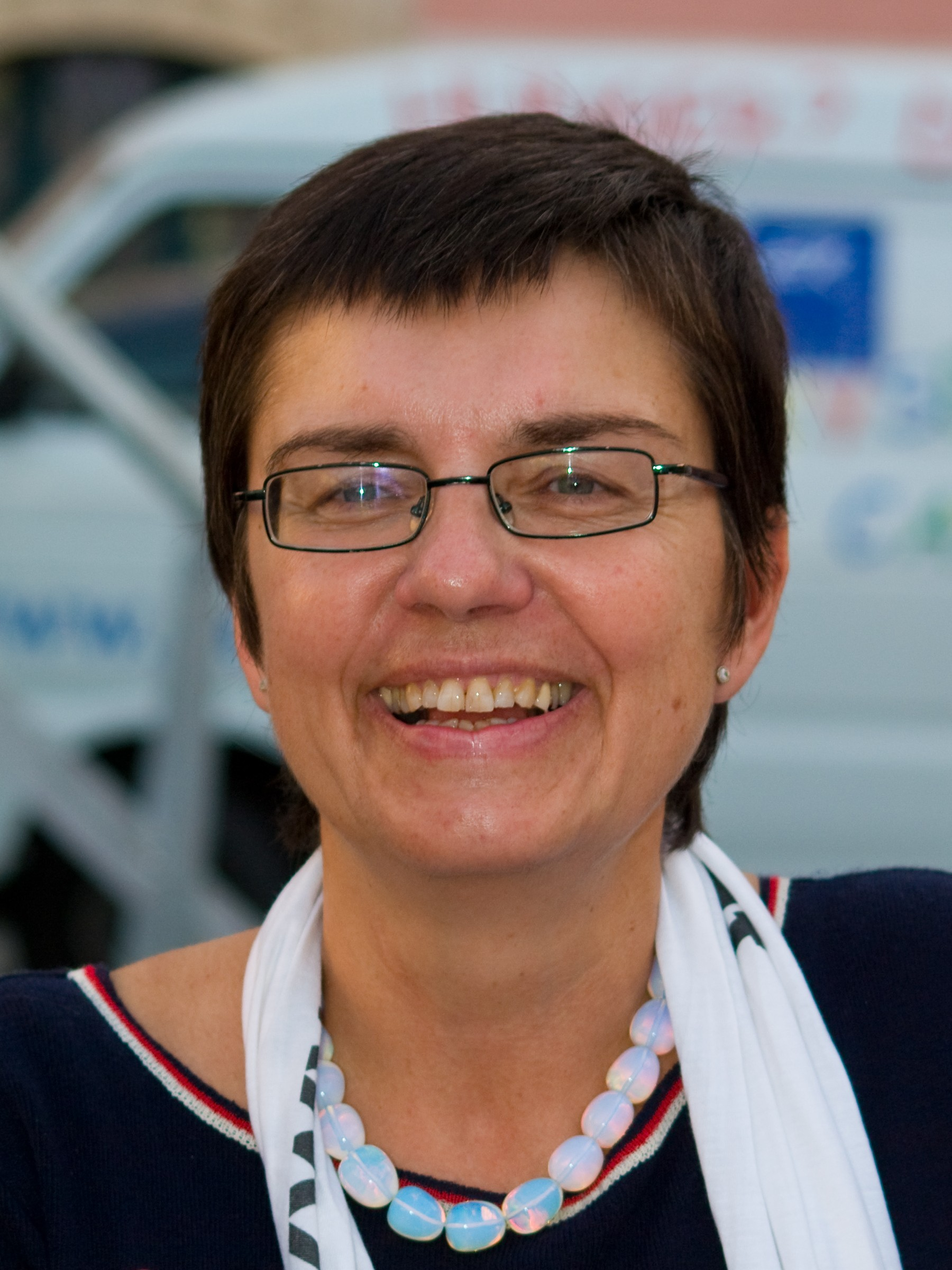
马德莱娜·彼得罗维奇（英语：Madeleine Petrovic）
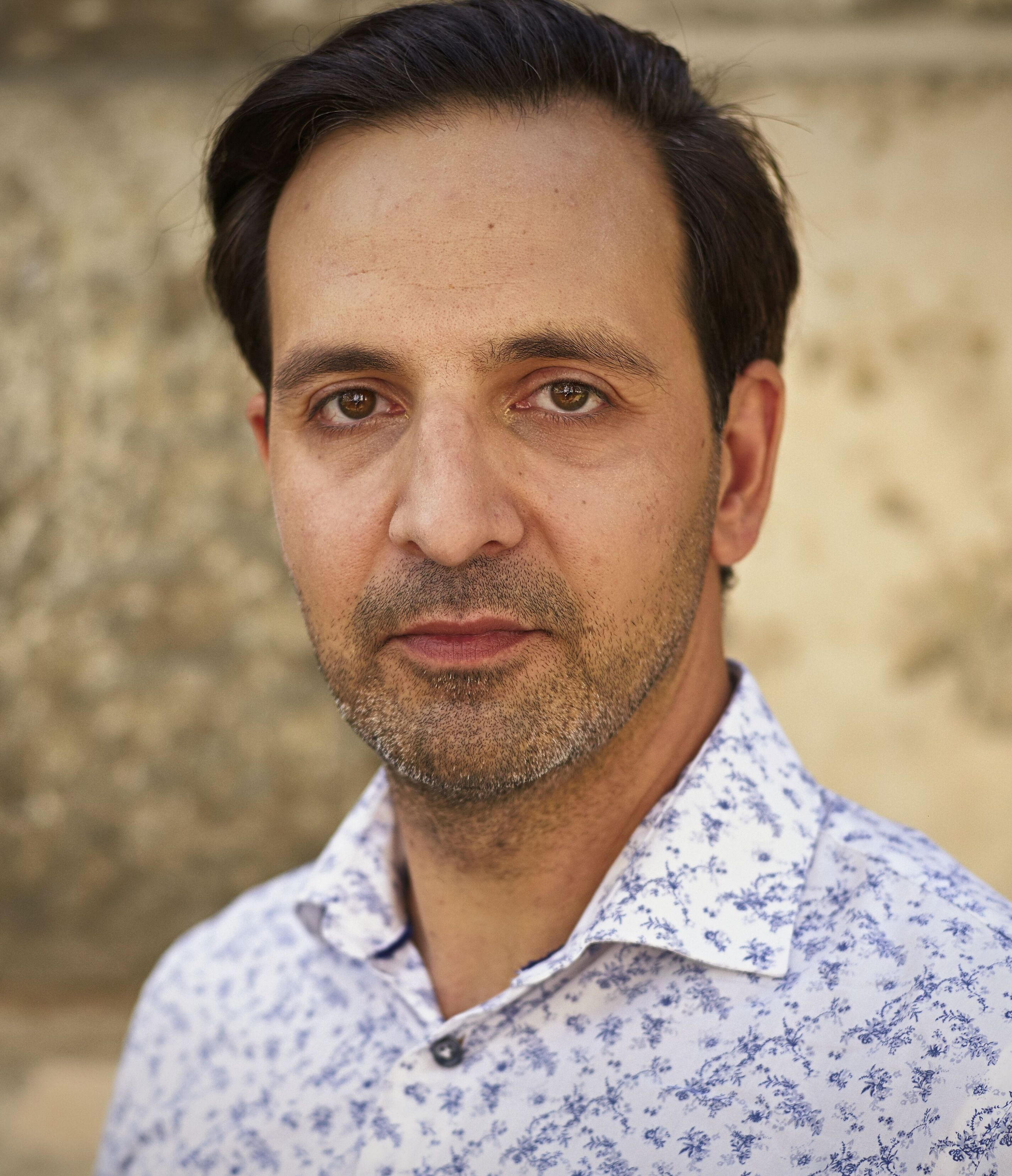
以上皆非頭號候選人 法亞德·繆拉 （Fayad Mulla）

已在至少一個州取得足夠連署的非議會政黨：
- MFG奧地利－人民自由基本權利（英语：MFG Austria – People Freedom Fundamental Rights）：福拉爾貝格邦、提洛邦、薩爾斯堡邦、史泰爾馬克邦、上奧地利邦、下奧地利邦、維也納
- 加薩名單—反對種族滅絕之聲（英语：Gaza List）：福拉爾貝格邦、提洛邦、史泰爾馬克邦、上奧地利邦、下奧地利邦、維也納、布根蘭邦
- 黃黨：布根蘭邦

MFG奧地利參選區域涵蓋了90%的合格選民，僅缺席布根蘭邦與卡林西亞邦。加薩名單參選區域涵蓋了87%的合格選民，僅缺席卡林西亞邦與薩爾斯堡邦。黃黨僅在布根蘭邦競選，佔合格選民的4%。
已排除參選資格的政黨：
- 民主—中立—真實（英语：Democratic – Neutral – Authentic）

## 競選活動
所有主要政黨均於2024年8月中下旬開始競選活動。
2004年8月初，伊斯蘭國試圖襲擊美國歌手泰勒絲演唱會但未成功，使得競選活動聚焦在安全與治安問題，如何應對奧地利的伊斯蘭教政治和極端主義，以及奧地利移民和（主要是穆斯林）融入問題。 8月底在德國的索林根持刀襲擊事件更強化了對這些議題的關注。自由黨推出競選計畫「奧地利堡壘」，呼籲在奧地利實施「零庇護」、將犯罪外國人遣返次數提高以及制定法律禁止政治/極端伊斯蘭主義的新法，類似奧地利的反納粹法。該黨也呼籲在憲法中納入對二元性別的法律承認， 將歐盟的部分政治權力返還給奧地利， 結束對俄羅斯的制裁，以及奧地利退出歐洲天空之盾倡議。他們也在其競選活動中大力強調再移民，特別是針對伊斯蘭國家移民。
社民黨與人民黨批評赫伯特·基克爾是「民主的威脅」與「安全風險」。兩黨都承諾不加入自由黨領導的政府，然而卡爾·內哈默不排除與自由黨組成執政聯盟，但會將基克爾排除在內閣之外。
自由黨在其競選資料中使用「人民總理」一詞來形容基克爾，這引起了部分民眾批評，因為阿道夫·希特勒在1930年代使用了該詞。此舉也提醒人們自由黨是起源於1950年代由前納粹分子創立的政黨。
人民黨的競選綱領是穩定。 該黨也承諾實施更嚴格的移民法和減稅。

## 選舉結果

### 選區結果一覽
| 政党 | 奧地利自由黨  | 奧地利人民黨 | 奧地利社會民主黨  | NEOS—新奧地利 和自由論壇 | 綠黨—綠色替代 |
| 政党 |               |              |                   |                          |               |
| 領袖 | 赫伯特·基克尔 | 卡尔·内哈默  | 安德烈亞斯·巴布勒 | 贝亚特·迈因尔-赖辛格     | 維爾納·科格勒 |
| 領袖 |               |              |                   |                          |               |
| 选票 | 1,403,497     | 1,277,949    | 1,025,753         | 442,544                  | 397,679       |
| 选票 |               |              |                   |                          |               |
| 席位 | 57 (31.15%)   | 51 (27.86%)  | 41 (22.40%)       | 18 (9.84%)               | 16 (8.75%)    |
| 席位 | 57 / 183      | 51 / 183     | 41 / 183          | 18 / 183                 | 16 / 183      |

### 選後議席
| 51     | 16   | 18       | 41         | 57     |
| 人民黨 | 綠黨 | 自由論壇 | 社會民主黨 | 自由黨 |

### 政黨席次一覽
政黨席次率
政黨得票率
| 政党                                                   | 政党                        | 票数      | %      | 席数 | +/– |
| ------------------------------------------------------ | --------------------------- | --------- | ------ | ---- | --- |
|                                                        | 奧地利自由黨                | 1,403,497 | 28.90  | 57   | +26 |
|                                                        | 奧地利人民黨                | 1,277,949 | 26.32  | 51   | –20 |
|                                                        | 奧地利社會民主黨            | 1,025,753 | 21.12  | 41   | +1  |
|                                                        | NEOS—新奧地利和自由論壇     | 442,544   | 9.11   | 18   | +3  |
|                                                        | 綠黨—綠色替代               | 397,679   | 8.19   | 16   | –10 |
|                                                        | 奧地利共產黨—奧共加         | 115,695   | 2.38   | 0    | 0   |
|                                                        | 啤酒黨                      | 97,804    | 2.01   | 0    | 0   |
|                                                        | 马德莱娜·彼得罗维奇名单     | 28,226    | 0.58   | 0    | New |
|                                                        | 以上皆非                    | 27,707    | 0.57   | 0    | 0   |
|                                                        | MFG奧地利－人民自由基本權利 | 19,679    | 0.41   | 0    | New |
|                                                        | 加薩名單—反對種族滅絕之聲   | 19,309    | 0.40   | 0    | New |
|                                                        | 黃黨                        | 156       | 0.00   | 0    | New |
| 总共                                                   | 总共                        | 4,855,998 | 100.00 | 183  | 0   |
|                                                        |                             |           |        |      |     |
| 有效票数                                               | 有效票数                    | 4,855,998 | 99.05  |      |     |
| 无效及空白票数                                         | 无效及空白票数              | 46,462    | 0.95   |      |     |
| 总票数                                                 | 总票数                      | 4,902,460 | 100.00 |      |     |
| 已登记选民／投票率                                     | 已登记选民／投票率          | 6,346,059 | 77.25  |      |     |
| 资料来源：內政部, ORF（不含將在10/3統計的約4萬張選票） |                             |           |        |      |     |

#### 各州结果
|                    | 28.9 | 28.7 | 27.0 | 6.4  | 4.6  | 4.4 | 80.7 |
|                    | 38.7 | 20.8 | 23.1 | 7.7  | 4.6  | 5.1 | 75.1 |
|                    | 29.4 | 30.1 | 20.2 | 8.4  | 6.5  | 5.4 | 79.5 |
|                    | 30.8 | 26.5 | 20.2 | 8.2  | 8.1  | 6.2 | 77.4 |
|                    | 28.0 | 31.7 | 16.7 | 8.9  | 8.4  | 6.3 | 76.0 |
|                    | 32.5 | 27.1 | 18.5 | 8.0  | 7.4  | 6.5 | 76.1 |
|                    | 29.0 | 31.2 | 15.3 | 10.5 | 8.0  | 6.0 | 72.2 |
|                    | 27.5 | 29.4 | 13.0 | 12.4 | 11.2 | 6.6 | 68.8 |
| 維也納             | 21.2 | 17.6 | 29.9 | 11.1 | 12.0 | 8.3 | 67.4 |
|                    |      |      |      |      |      |     |      |
| 奥地利             | 29.2 | 26.5 | 21.1 | 9.0  | 8.0  | 6.2 | 74.9 |
| 来源: 奥地利内政部 |      |      |      |      |      |     |      |

據「Foresight」專家稱，143.6萬張不在籍選票中約有90%完成投票。在這約130萬張選票中，絕大多數（約110萬張，即85%）將於9月29日進行計票，而根據法律，剩餘15%，即16萬張選票將在9月30日進行清點，另外40,000名選票（選民所在選區以外的其他選區選票）將在10月3日進行計票。 選舉日期間各投票站的回報顯示，整體投票率「非常高」，可能達到「80%或更多」。

## 選後
在初步預測顯示自由黨贏得多數選票後，該黨支持者發起了慶祝活動。自由黨秘書長米夏埃尔·施内德利茨表示「奧地利的男男女女在今天創造了歷史」，而赫伯特·基克尔則呼籲其他政黨重新考慮與該黨合組聯合政府。作為回應，卡爾·內哈默重申，除非基克爾被排除在部長職位之外，否則人民黨不會與自由黨結盟。 內哈默還表示，他對人民黨未能勝選感到「痛苦」，但也認為他改善了該黨的低迷支持度。
9月29日，約300人在維也納奧地利國會大廈外舉行抗議活動，抗議基克爾為「納粹」。
歐洲各地極右派政黨的領導人，包括法國國民聯盟領袖瑪琳·勒朋、 義大利北方連盟領導人馬泰奧·薩爾維尼、 西班牙呼聲黨黨魁聖地牙哥·阿巴斯卡爾、荷蘭自由黨黨首海爾特·懷爾德斯及德國另類選擇黨主席愛麗絲·魏德爾都向基克爾和自由黨表示祝賀。

## 政府組建
總統亞歷山大·范德貝倫承諾將確保組成一個尊重「我們自由民主基礎」的政府。 雖然按照慣例，總統會先要求最大政黨領導人嘗試籌組政府，但憲法並未要求。范德貝倫總統此前曾公開表示，若自由黨在選舉中勝出，他可能不會授予該黨組閣權。
10月2日，由人民黨和綠黨組成的聯合政府宣布辭職，但范德貝倫總統要求其繼續擔任看守政府。隨後，范德貝倫總統於10月4日展開與各黨領袖的正式對話，首先會見了自由黨黨魁基克爾。儘管會後雙方未發表任何聲明，基克爾表示將於10月5日對外作出回應。而在此期間，人民黨的內哈默及其他省長則表明立場，支持自由黨優先獲得組閣任務，並強調維持政治慣例對穩定的重要性。
10月7日，范德貝倫總統分別與內哈默（人民黨）和安德烈亞斯·巴布勒（社民黨）會面，後者於次日也進行了互相磋商。10月8日，他接著與自由論壇的贝亚特·迈因尔-赖辛格及綠黨的維爾納·科格勒展開對話。在完成與所有黨魁的初步會談後，總統公開表示，他已要求各黨在10月18日前自行協調，暫不考慮授權自由黨組閣。他進一步解釋，現有局勢下，沒有其他政黨願意與自由黨合作，若強行要求其組閣將不具可行性。因此，他要求各黨繼續談判，直至出現可信的政府組成方案，再根據情況授權主要政黨展開組閣。
此外，選後最新的民意調查顯示，自由黨支持率上升至33%，創歷史新高；人民黨維持26%，社民黨則首次跌至19%。其他政黨支持率保持穩定：自由論壇10%，綠黨7%，共產黨2%，其他黨派3%。
10月16日，在自由-人民-社民的三方會談結束後，內哈默再次公開反對與基克爾合作。基克爾強調，他必須以總理身份領導新政府，但內哈默堅定表示：「基克爾無法勝任治理職責。」他還批評基克爾是「國家安全的威脅」，並斷然否認人民黨會支持基克爾，稱：「我們不會成為基克爾及自由黨的輔助工具。」與此同時，基克爾則毫不留情地抨擊內哈默為「怨憤的失敗者」，並指責其醉心於延續權力，卻對國家和選民的福祉毫不關心。
10月22日，范德貝倫總統正式任命內哈默組建新政府，並指示他與社民黨進行協商。總統解釋說，基克爾無法獲得任何聯盟夥伴的支持，這使他無法實現擔任總理的目標。對此，基克爾抨擊范德貝倫偏離了「長期以來的標準程序」，即由選舉中得票領先的政黨優先嘗試組閣。他強調：「今天的決定並非故事的終點。」內哈默則表示，他的挑戰在於找到一個穩定的執政聯盟。由於人民黨和社民黨組成的聯盟僅在國民議會中擁有一席的微弱多數，這意味著任何議員都有能力阻撓政府議程，因此需要引入第三個聯盟夥伴以確保施政穩定。
10月25日，內哈默領導的人民黨啟動了與巴布勒及其社民黨的首次聯合政府談判，目的是為新政府的組建奠定基礎。同時，內哈默也與自由論壇和綠黨的代表進行了會談，嘗試尋求穩定的第三個聯盟夥伴。儘管如此，內哈默在會談後直言，各政黨之間仍存在「大規模的政策分歧」，這使得新政府的組建「充滿挑戰且需要漫長的努力」。
到了11月12日，人民黨與社民黨共同宣布，他們將與自由論壇啟動正式的聯盟談判，相關討論於11月18日正式展開。

### 第一次談判結果
2025年1月3日，自由論壇突然宣布退出聯盟談判，令政府組建進程陷入困境。媒體報導指出，未來可能會嘗試邀請綠黨參與談判，或是讓自由黨與人民黨或社民黨進行雙方磋商。而在多次嘗試無果後，重新選舉也被視為潛在選項之一。
1月4日，內哈默與范德貝倫總統商討未來方向後，決定由人民黨與社民黨繼續雙邊談判。然而，當日晚間，內哈默突然宣布辭去總理和黨魁職務，並表示雙方無法達成實質性協議，政府談判再度陷入僵局。

### 重新組建
1月5日，人民黨執行委員會決定由克里斯蒂安·史托克擔任臨時黨魁。斯托克表示，如果接到邀請，他願意與自由黨開展聯盟談判。隨後在1月6日，總統范德貝倫在霍夫堡與基克爾進行會談，並正式授權基克爾負責政府組建事宜。

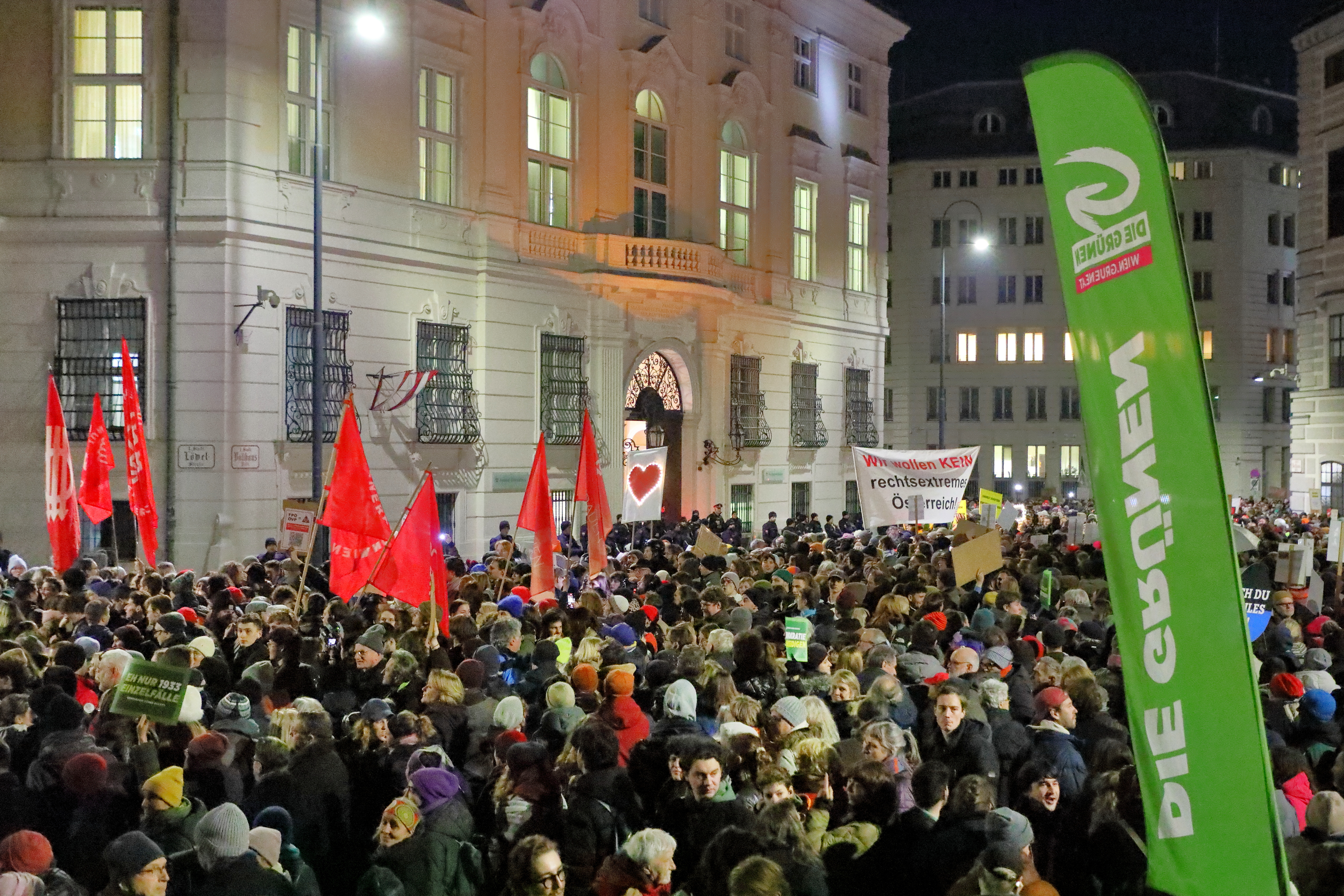

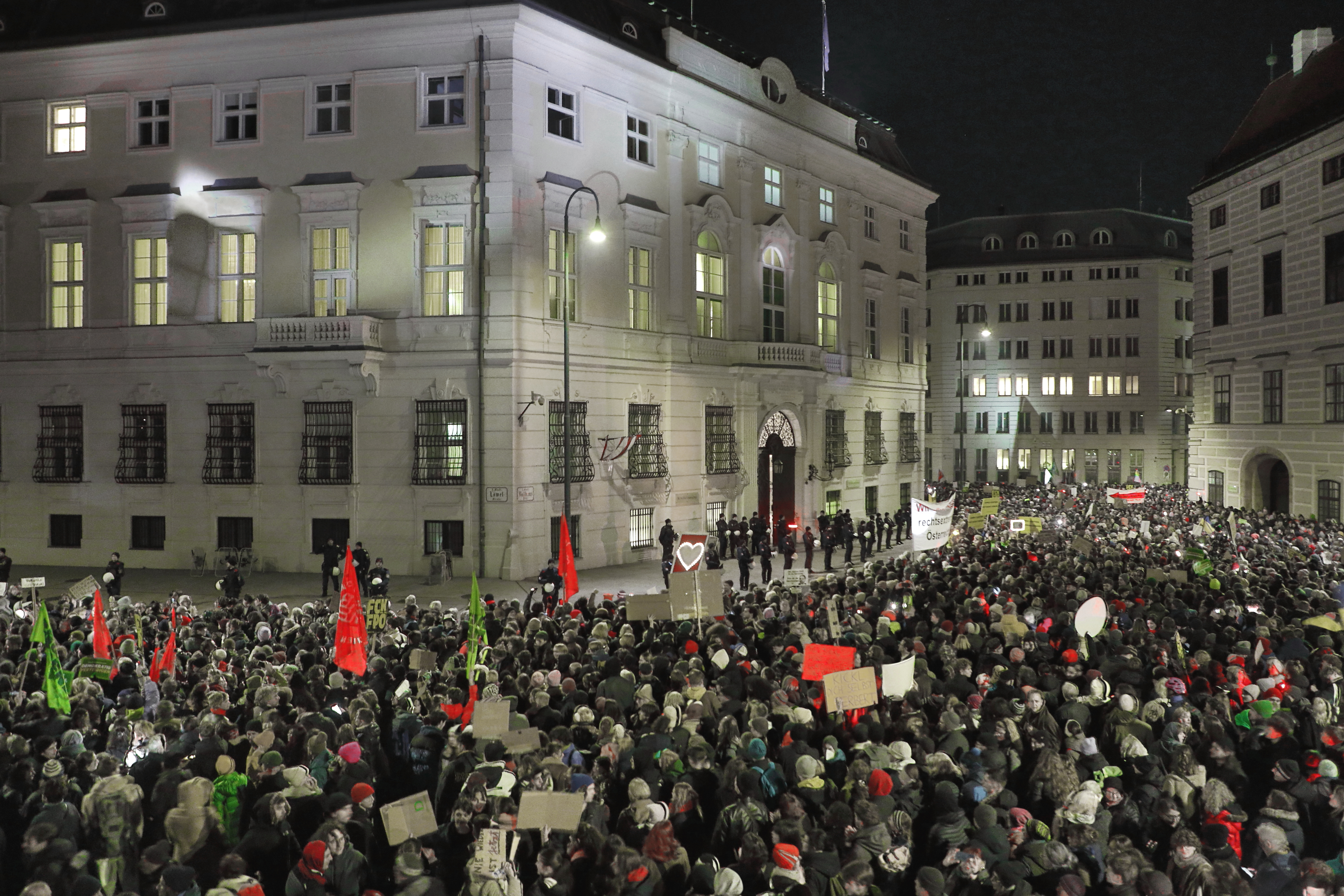
2025年1月9日，於維也納聯邦總理府前舉行的反對自由黨參與政府的示威活動

在會談期間，約有1000人在霍夫堡前示威，反對自由黨參與政府組建。到了1月9日，據估計有25,000至50,000名示威者聚集在巴洛豪斯廣場，同時奧地利其他城市也爆發了示威活動。
隨後，聯合政府談判持續進行至2月，但始終未取得重大進展。自由黨與人民黨歷經一個多月的激烈討論，試圖就內閣架構達成共識，但各項關鍵議題仍存在嚴重分歧，使得組閣進程步履維艱。

### 第二次談判結果
2月12日，基克爾在維也納會見總統范德貝倫後宣布，談判正式破裂。據悉，雙方在內閣部門分配問題上出現嚴重分歧，尤其是內政部與財政部的主導權爭奪，使協商陷入僵局，最終無法達成協議。
同一天，總統范德貝倫宣佈，他將尋求與議會五個政黨進行談判，以澄清進一步的行動方案。

### 再次組建
2025年2月22日，經過一週的探索性會談後，三個政黨（人民-社民-自由論壇）向總統范德貝倫通報，三黨已找到「共同基礎」，他們將再次努力組建聯合政府。由於多數議題已在此前（失敗）的談判中取得共識，協商進展迅速，現已進入最終階段。此外，一些自由黨與人民黨先前討論的政策，如 2025 年預算整合計劃，也可能被納入新政府的施政方針。

### 第三次談判結果
2025年2月27日，三黨領袖宣布已達成聯合政府協議，預計由人民黨臨時黨魁斯托克出任總理。 斯托克表示，新政府的最大挑戰是長期的移民問題、預算赤字以及俄烏戰爭。奧地利失業率節節升高，且國家經濟是連續第3年陷於衰退。
2025年3月2日，在自由論壇舉行的黨員大會上，94%的黨員投下贊成票，順利通過所需的三分之二多數門檻，同意該黨加入政府。這一決定標誌著新政府組建進程的圓滿落幕。最終，該聯盟將獲得110個席位，遠超過取得多數所需的92席。
本次政府組建歷時約150天，創下奧地利史上最長紀錄。

## 网络安全事件
选举期间，一个与俄罗斯有关的黑客组织NoName057(16)攻击了奥地利数十个部委和政府机构、能源供应商和公共交通系统，以及被为是仇视俄罗斯的政党网站。